# The Major and the Minor
The Major and the Minor é um filme estadunidense de 1942, do gênero comédia romântica, dirigido por Billy Wilder e com roteiro escrito por Billy Wilder e Charles Brackett, baseado na peça teatral Sunny Goes Home, de Edward Childs Carpenter.

## Sinopse
Susan Applegate é uma jovem que se fartou da vida em Nova Iorque, e que regressa para a sua casa no Iowa. Como a sua poupança, feita ao longo do tempo, não é suficiente para pagar a passagem de volta, ela disfarça-se de menina de doze anos para poder comprar meia-passagem.
Mas, as suas complicações começam mesmo quando ela divide um compartimento com Kirby, um major do exército.

## Elenco
- Ginger Rogers .... Susan Applegate
- Ray Milland .... major Philip Kirby
- Rita Johnson .... Pamela Hill
- Robert Benchley .... sr. Osborne
- Diana Lynn ....Lucy Hill
- Edward Fielding .... coronel Hill
- Frankie Thomas .... cadete Osborne
- Raymond Roe .... cadete Wigton
- Charles Smith .... cadete Korner
- Larry Nunn .... cadete Babcock
- Billy Dawson .... cadete Miller
- Lela E. Rogers .... sra. Applegate
- Aldrich Bowker .... reverendo Doyle